# Idioma zaghawa

Mapa lingüístico de los pueblos no árabes de Darfur, que muestra la extensión del pueblo Zaghawa en Sudán.

El zaghawa es una lengua nilo-sahariana hablada por el pueblo zaghawa del centro-este de Chad (Sahel) y el noroeste de Sudán (Darfur). Sus hablantes la llaman beria, de beri, el endónimo del pueblo zaghawa, y a, que significa "boca". Se estima que hay al rededor de 447.400 hablantes nativos de zaghawa, que viven principalmente en Chad y la región sudanesa de Darfur. También es hablada por un número menor de personas en Libia.

## Dialectos
Los clanes Zaghawa son:
- Beria (árabe: Zaghawa )
- Tuba (árabe: Bideyat ): Biria, Brogat
- Kube (árabe: Zaghawa ): Dirong, Guruf, Kube, Kapka
- Wegi (árabe: Twer )

Los dialectos zaghawa, que no siempre corresponden a las divisiones de clanes, son las siguientes:
| Dialecto     | Otros nombres                    | Clanes            | Población | Comunidades principales                 | Ubicaciones |
| ------------ | -------------------------------- | ----------------- | --------- | --------------------------------------- | --- |
| Tuba         | Bideyat (árabe), Borogat         | Biria, Brogat     | 15.000    | Bahaï, Bao Bilia, Kalaït                | Chad: cantón Kobé-Nord-Est (Iriba sp); subprefecturas Bao Bilia y Kalaït (prefectura de Ennedi); Sudán: Norte de Dar Fur            |
| Dirong-Guruf | Durong, Gourouf                  | Dirong, Guruf     | 4.000     | Ebiri, Mardébé, Tronga                  | Chad: cantones de Dirong y Gourouf, y algunas aldeas del cantón de Kapka (Iriba sp)                                                 |
| Kube         | Zaghawa (árabe), Kobe            | Kapka, Kige, Kuba | 25.000    | Bakaoré (Matadjana), Iriba, Kouba, Tiné | Chad: cantones Kapka, Kobé-Nord-Est, Kobé-Nord-Ouest y Kobé-Sud (Iriba sp); Sudán: Norte de Dar Fur (cerca de la frontera con Chad) |
| Wegi         | Twer (árabe), Artagh, Gala, Wagí | Wegi              | 100.000   | Ambodu, Kornoye, Kutum                  | Sudán: Dar Fur del Norte |

## Fonología

### Vocales
El zaghawa tiene nueve vocales con una armonía vocálica avanzada entre la lengua y la raíz. Estas vocales se dividen en dos grupos:
- /i e o u/
- /ɪ ɛ a ɔ ʊ/,

Las vocales de los afijos dependen del conjunto de vocales de la raíz, y la /a/ funciona en ambos conjuntos. Hay una cierta variación dialectal en lo que respecta a la presencia de una décima vocal, /ə/, la cual en algunos dialectos es la contraparte de /a/. Los diptongos son /ei əu iə/ y /aɪ aʊ ɔɪ/ .

### Consonantes
Las consonantes son simples:
|             |             | Labial | Alveolar | Postalveolar | Palatal | Velar | Fáringeo | Glotal |
| ----------- | ----------- | ------ | -------- | ------------ | ------- | ----- | -------- | ------ |
| Detenida    | voiceless   | p      | t        |              |         | k     |          |        |
| Detenida    | voiced      | b      | d        |              |         | g     |          |        |
| Fricativa   | voiceless   | f      | s        | ʃ            |         |       | ( ħ )    | h      |
| Fricativa   | voiced      |        |          | ( ʒ )        |         |       |          |        |
| Nasal       | Nasal       | m      | n        |              | ɲ       | ŋ     |          |        |
| Aproximante | Aproximante |        | l        |              | j       | w     |          |        |
| Trino       | Trino       |        | r        |              |         |       |          |        |
| Grifo       | Grifo       |        | ɾ        |              |         |       |          |        |

Osman también incluye /ʒ ħ/ en esta lista. /ʃ/ existe principalmente en el dialecto sudanés como una variante de /s/ cuando aparece antes de /i/ El estatus fonémico de los róticos no está claro: Osman afirma que [ɾ r] pueden ser intercambiados sin cambiar el significado, pero se mantiene como fonemas distintos. De las obstruyentes, /p/ no aparece al principio de palabra, y sólo /p t k s/ puede aparecer al final de palabra, con /b/ en posición final en algunos dialectos. /r/ no aparece al principio de la palabra y /f ɾ/ únicamente aparecen en el medio de las palabras, como en /tòrfù/ 'pájaro'.

### Tono
El zaghawa tiene cinco tonos: alto, medio, bajo, ascendente y descendente, todos estos pueden aparecer en vocales simples, como por ejemplo en /ɪ́ɡɪ́/ Yo regué, /ɪ̌ɡɪ̂/ Yo Dije, /ɪ̀ɡɪ̀/ Derecha. El tono distingue las palabras, pero también tiene funciones gramaticales; el plural de bastantes sustantivos se forma cambiando el tono de la última sílaba de grave a agudo, y el aspecto perfectivo de muchos verbos se forma de manera parecida al cambiar el tono de la sílaba final de grave a agudo.

### Estructura de la sílaba
Las palabras son a menudo cortas, normalmente CV y CVCV. Las sílabas más complejas son CVC y CRV, donde R es cualquiera de las dos róticas.

## Ortografía
En los 50s, un maestro zaghawa llamado Adam Tajir creó un alfabeto para la lengua zaghawa basado en las marcas de identificación de los clanes. Conocido también como el alfabeto del camello, Tajir basó la elección de fonemas en el árabe en lugar del zaghawa. Además, algunas marcas eran más largas que otras, y eso dificultaba su uso como letra de computadora.
En el año 2000, Siddick Adam Issa, un veterinario beri creó una versión mejorada del alfabeto, denominada Beria Giray Erfe (Marcas de Escritura Beria). En 2007, Seonil Yun convirtió este sistema de escritura en una fuente informática en colaboración con SIL International y la Misión Protestante Franco-Suiza en Chad.
Además, se está desarrollando un alfabeto de escritura árabe, basado en el sistema de escritura Tijani de los idiomas africanos del siglo XIII.